# Annabel Cervantes Muñoz
Annabel Cervantes Muñoz (Barcelona, 1969), escriptora catalana. És llicenciada en Geografia i història per la Universitat de Barcelona i es va especialitzar en Medi Ambient, però des de fa uns anys ha fet de la seva vocació, l'escriptura, una professió.
L'any 2007 guanyà el Premi Pollença de Narrativa amb l'obra Ocell de mar endins.

## Obres publicades[calcitació]
- “L'harmònica de vidre”. Premi Sant Jordi de Castelldefels. Any 1999
- “L'informe del cartògraf”. Premi Sant Jordi de Begues. Any 2000
- “Qualsevol diumenge, esports d'aventura”. Primer Premi de Narrativa Mercè Rodoreda de Molins de Rei. Any 2004
- “Ocell de mar endins”. Novel·la. IV Premi Pollença de Narrativa. Any 2007.
- “Raky”. Conte. Revista L'Hiperbòlic núm. 61. Abril 2008.
- “Celobert”. Guanyadora III Premi de Narrativa Breu Districte V. Any 2008.
- “La Maledicció d'Alietzer'”. Novel·la. Alisis (Ara Llibres). Barcelona. 2009.

## Premis recents[calcitació]
- "Reflexos d'Estiu". Novel·la. Finalista del Premi Narrativa Delta 2011.

## Última publicació[calcitació]
- "Crims.cat 2.0". AlRevés. 2013. Antologia de relats negres que recull el conte "Negra nit al carrer de l'Aurora" juntament amb altres 14 autors dels Països Catalans.